# Orientocampa
Orientocampa és un gènere de diplurs de la família Campodeidae. Només hi ha una espècie descrita a Orientocampa, Orientocampa frigillis.